# Enver Zymberi
Enver Zymberi (ur. 3 kwietnia 1979 w Dubovacu, zm. 26 lipca 2011 w Leposaviciu) – kosowski policjant z jednostki specjalnej ROSU, poległy podczas działań służbowych. Dzień po swojej śmierci został uhonorowany przez prezydent Kosowa Atifete Jahjagę tytułem Bohatera Kosowa.